# Leioproctus plumosellus
Leioproctus plumosellus är en biart som först beskrevs av Cockerell 1905.  Leioproctus plumosellus ingår i släktet Leioproctus och familjen korttungebin. Inga underarter finns listade i Catalogue of Life.